# Carnegie Hall Tower
Carnegie Hall Tower je mrakodrap na 57. ulici v New Yorku. Je součástí seskupení tří mrakodrapů spolu s CitySpire Center a Metropolitan Tower. Budova je postavená v architektonickém stylu, který je v harmonii se sousední Carnegie Hall.
Má 60 pater, výšku 231 metrů a byl postaven v letech 1988 až 1991 podle návrhu architekta Césara Pelli.